# Grekov
Grekov (en rus: Греков) és un poble (un khútor) de l'óblast de Rostov, a Rússia, segons el cens del 2010 tenia 203 habitants, pertany al municipi de Kàmennaia Balka.